# Live in Texas
Live in Texas é o primeiro álbum ao vivo e o terceiro DVD da banda de rock americana Linkin Park, lançado originalmente em 18 de novembro de 2003. O setlist principal da banda inclui músicas de seus álbuns de estúdio Hybrid Theory e Meteora, bem como uma música de seu álbum de remixes Reanimation. O álbum ao vivo alcançou a 23ª posição na Billboard 200 e vendeu 1,1 milhão de cópias nos Estados Unidos. A versão em áudio do show inclui 12 das 17 faixas. No final de “A Place for My Head”, o vocalista Chester Bennington quebra a guitarra do guitarrista Brad Delson. No final do show, o DJ Joe Hahn joga um de seus equipamentos no chão do palco.

## Antecedentes
O DVD vem com um CD bônus que traz doze músicas do DVD. As outras cinco faixas ao vivo podem ser encontradas no CD LP Underground 3.0. O áudio do CD é mixado de forma diferente do áudio do DVD. O DVD/CD vem em duas versões: uma caixa de CD e, embora mais difícil de encontrar, uma caixa de DVD. Live in Texas recebeu a certificação Ouro em 2003 pela RIAA, apenas 29 dias após o lançamento do álbum, e a certificação Platina em 2007.
O show foi filmado em 2 e 3 de agosto durante o Summer Sanitarium Tour 2003 no Reliant Stadium em Houston, Texas, e no Texas Stadium em Irving, Texas. O vídeo é composto pelo áudio do show em Dallas e pelo vídeo dos shows em Houston e Dallas; por conta disso a banda teve que usar as mesmas roupas em dois shows, embora ainda existam diferenças perceptíveis. Por exemplo, pode-se ver que Mike Shinoda usa duas camisas semelhantes, mas diferentes, a guitarra de Brad Delson às vezes muda várias vezes no meio das músicas de uma PRS vermelha para uma Ibanez preta, os baixos de Dave Farrell também mudam algumas vezes no meio de músicas, assim como a camisa do vocalista Chester Bennington encharcada de suor, e completamente seca na próxima vez que ele for mostrado na tela.
Lars Ulrich também faz uma aparição rápida e surpresa vestido como um coelho com punhos de Hulk durante "From the Inside".
Em alguns países asiáticos, o pacote foi lançado com um VCD em vez de um DVD. O VCD apresenta conteúdo idêntico.
As versões em áudio de "From the Inside" e "Runaway" foram lançadas como lados B do single "From the Inside". Quando "Lying from You" foi lançado como single, as imagens de Live in Texas foram usadas como videoclipe da música com a versão de estúdio dublada.

### iTunes
As performances ao vivo de “Points of Authority” e “Lying from You” estão disponíveis para compra no iTunes.

## Recepção
Johnny Loftus do AllMusic deu ao álbum uma crítica mista, dizendo que "seu profissionalismo bacana faz o Live in Texas parecer um tanto estéril", além de dizer que a banda "parece perdida dentro de seu próprio som". No entanto, ele também diz que o álbum "provavelmente servirá como uma lembrança [dos fãs] da turnê".

## Faixas

### CD
Todas as faixas escritas e compostas por Linkin Park, exceto "Runaway", composta por Linkin Park e Mark Wakefield e "With You", composta por Linkin Park e The Dust Brothers. 
| N.º | Título                | Compositor(es)         | Duração |  |
| 1.  | "Somewhere I Belong"  | Linkin Park            | 3:37    |  |
| 2.  | "Lying from You"      | Linkin Park            | 3:07    |  |
| 3.  | "Papercut"            | Linkin Park            | 3:06    |  |
| 4.  | "Points of Authority" | Linkin Park            | 3:25    |  |
| 5.  | "Runaway"             | Linkin Park, Wakefield | 3:07    |  |
| 6.  | "Faint"               | Linkin Park            | 2:47    |  |
| 7.  | "From the Inside"     | Linkin Park            | 3:00    |  |
| 8.  | "P5hng Me A*wy"       | Linkin Park            | 5:05    |  |
| 9.  | "Numb"                | Linkin Park            | 3:06    |  |
| 10. | "Crawling"            | Linkin Park            | 3:33    |  |
| 11. | "In the End"          | Linkin Park            | 3:31    |  |
| 12. | "One Step Closer"     | Linkin Park            | 4:13    |  |

### DVD
1. "Don't Stay"
2. "Somewhere I Belong"
3. "Lying from You"
4. "Papercut"
5. "Points of Authority"
6. "Runaway"
7. "Faint"
8. "From the Inside"
9. "Figure.09"
10. "With You"
11. "By Myself"
12. "P5hng Me A*wy"
13. "Numb"
14. "Crawling"
15. "In the End"
16. "A Place for My Head"
17. "One Step Closer"

## Créditos

### Linkin Park
- Chester Bennington: vocais
- Rob Bourdon: bateria
- Brad Delson: guitarra solo
- Joe Hahn: toca-discos, sampler, programação
- Dave Farrell: baixo
- Mike Shinoda: vocais, guitarra rítmica, teclado

## Paradas musicais
| Paradas (2003-05)               | Melhor posição |
| ------------------------------- | -------------- |
| Alemanha (Media Control Charts) | 9              |
| Austrália (ARIA Charts)         | 18             |
| Áustria (Ö3 Austria Top 40)     | 5              |
| Bélgica (Ultratop 50 Flandres)  | 25             |
| Bélgica (Ultratop 40 Valônia)   | 11             |
| Dinamarca (Hitlisten)           | 18             |
| Estados Unidos (Billboard 200)  | 23             |
| França (SNEP)                   | 8              |
| Grécia (IFPI)                   | 3              |
| Holanda (Mega Charts)           | 43             |
| Irlanda (IRMA)                  | 67             |
| Itália (FIMI)                   | 25             |
| Nova Zelândia (RMNZ)            | 17             |
| Polônia (ZPAV)                  | 21             |
| Portugal (AFP)                  | 4              |
| Reino Unido (UK Albums Chart)   | 47             |
| Suécia (Sverigetopplistan)      | 45             |
| Suíça (Schweizer Hitparade)     | 9              |

## Certificações
| País                       | Certificação | Vendas    |
| -------------------------- | ------------ | --------- |
| Alemanha (BVMI)            | 3× Ouro      | 300.000   |
| Argentina (CAPIF)          | Platina      | 8.000+    |
| Austrália (ARIA)           | Ouro         | 7.500     |
| Áustria (IFPI)             | Ouro         | 15.000    |
| Brasil (Pro-Música Brasil) | Platina      | 125.000   |
| Canadá (Music Canada)      | Platina      | 100.000   |
| Espanha (PROMUSICAE)       | Ouro         | 50.000    |
| Estados Unidos (RIAA)      | Platina      | 1.000.000 |
| França (SNEP)              | Ouro         | 100.000   |
| Nova Zelândia (RMNZ)       | Ouro         | 7.500     |
| Portugal (AFP)             | Ouro         | 20.000    |
| Reino Unido (BPI)          | Ouro         | 100.000   |
| Resumo                     | Certificação | Vendas    |
| Europa (IFPI)              | Platina      | 1.000.000 |